# Dunkel war’s, der Mond schien helle

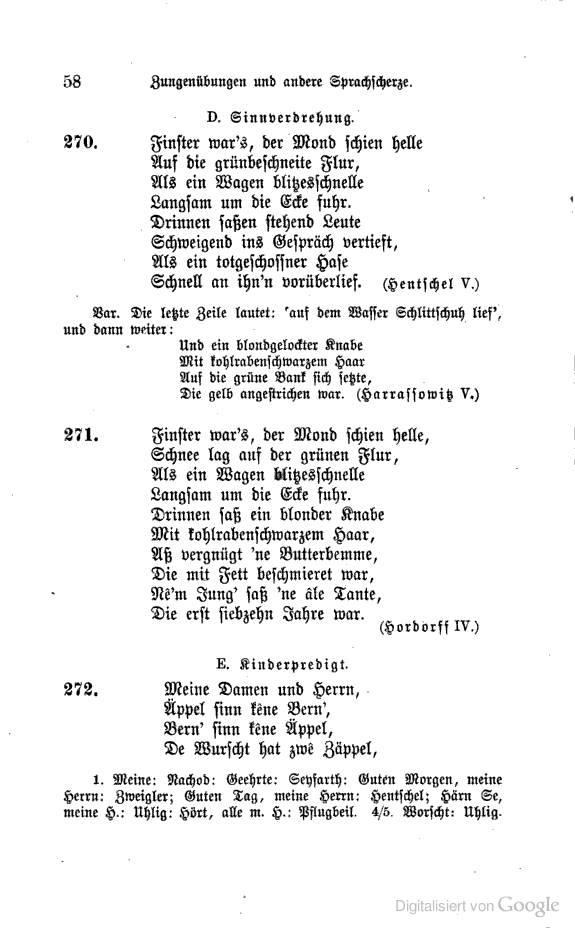
Die ältesten bekannten schriftlichen Varianten aus Volksthümliches aus dem Königreich Sachsen, auf der Thomasschule gesammelt von Oskar Dähnhardt. Erstes Heft. Teubner, Leipzig 1898 Nr. 270 und Nr. 271

Dunkel war’s, der Mond schien helle ist ein Scherzgedicht eines unbekannten Verfassers.
Das Gedicht ist durch sich widersprechende Aussagen, Paradoxien, geprägt. Das beginnt schon im Titel und setzt sich mit zahlreichen Oxymora im Text fort.

## Bekannteste Form
Die verschiedenen Varianten ähneln sich vor allem in den ersten Strophen, die ungefähr so lauten:
Dunkel war’s, der Mond schien helle,

schneebedeckt die grüne Flur,

als ein Wagen blitzesschnelle,

langsam um die Ecke fuhr.

Drinnen saßen stehend Leute,

schweigend ins Gespräch vertieft,

als ein totgeschoss’ner Hase

auf der Sandbank Schlittschuh lief.

Und ein blondgelockter Jüngling

mit kohlrabenschwarzem Haar

saß auf einer grünen Kiste,

die rot angestrichen war.

Neben ihm ’ne alte Schrulle,

zählte kaum erst siebzehn Jahr,

in der Hand ’ne Butterstulle,

die mit Schmalz bestrichen war.

## Varianten
Einige Versionen, insbesondere die frühesten, beginnen mit Finster anstatt Dunkel. Neuere Formen ersetzen den Wagen durch ein Auto, und dieses fährt um eine runde Ecke, die allerdings nicht in das Versmaß passt. Die Passagiere des Wagens in der zweiten Strophe sind besonders in frühen Formen häufig bereits der blonde Knabe beziehungsweise die alte Schachtel, und die stehenden Leute sitzen draußen oder werden nicht erwähnt. Der tote Hase rennt bzw. galoppiert entweder sehr schnell über die Felder oder er läuft auf dem Eis, der Wiese oder einer Sandbank bzw. einem Sandberg Schlittschuh. In einigen Fällen wird die Todesursache des Hasen (wenn er erwähnt wird) nicht genannt, in einigen jüngeren Versionen ist er bereits ausgestopft. Der blondgelockte Jüngling sitzt auf Bänken oder Kisten. Die Kiste, die mit zwei Silben besser ins Versmaß passt, wurde bereits in frühen Versionen verwendet, genauso geläufig ist aber auch die Bank oder Banke. Angestrichen sind die Sitzgelegenheiten in verschiedenen Farben: grün/gelb, grün/rot und schwarz/blau sind bekannte frühe Kombinationen. Manchmal lehnt der Jüngling auch nur an der Bank. Die alte Schrulle wird zu einer alten Schachtel oder alten Tante mit einem Alter zwischen sechzehn und zwanzig Jahren und die Butterstulle (oder sächsisch Butterbemme) wird in neueren Fassungen auch zum Butterbrötchen oder Butterbrot umgedichtet und ist in älteren Fassungen auch mit Fett beschmieret anstelle von Schmalz.
Variante von 1902:
Dunkel war’s, der Mond schien helle,

Eis lag auf der grünen Flur,

Als ein Wagen mit Blitzesschnelle

Langsam um die Ecke fuhr.

Darin sass ein blonder Jüngling.

Dessen rabenschwarzes Haar,

Von der Fülle seiner Jahre

Schon ganz weiss geworden war. 

## Geschichte
Die Fassungen sind aus einem Ursprungsgedicht mit zwei oder drei Strophen hervorgegangen und wurden im Laufe der Zeit immer wieder erweitert, zum Teil auf sechzehn Strophen. So kursieren heute unzählige Varianten, die sich kaum noch einem einzigen Gedicht zuschreiben lassen.
Der Ursprung des Gedichts ist nicht geklärt, wird aber im sächsischen Volksmund des 19. Jahrhunderts vermutet. Diverse Zuschreibungen zu konkreten Autoren beruhen in der Regel auf Verwechslungen, Textähnlichkeiten oder der Herausgeberschaft von Gedichtsammlungen. Häufig werden Goethe, Lewis Carroll (der Verfasser von Gedichten wie Jabberwocky) und Christian Morgenstern als mutmaßliche Autoren genannt, dies ist jedoch nicht belegbar.
Auf einen möglichen Bezug zu Goethe weist ein Zitat aus seinem Götz von Berlichingen hin:

„Adelheid (gegen das Fenster gekehrt). Dunkel ist's nicht draußen. Der Mond scheint helle. [...]“

Es ist jedoch unbekannt, ob das Scherzgedicht eine Parodie dieser Textstelle ist, ob eine zufällige Ähnlichkeit vorliegt oder ob das Gedicht bereits wesentlich früher im Volksmund kursierte als heute dokumentiert ist und Goethe selbst darauf anspielte. Der Theaterkritiker Paul Lindau verwendete bereits 1875 in einer Theaterbesprechung die Zeile „Stockdunkel war's, der Mond schien helle“, um Handlungswidersprüche zu kritisieren.
Die ältesten bekannten Niederschriften als mehrstrophiges Gedicht werden aufgeführt in Volksthümliches aus dem Königreich Sachsen, auf der Thomasschule gesammelt von Oskar Dähnhardt. Erstes Heft. Teubner, Leipzig 1898, als Nr. 270 mit der Herkunftsangabe „Hentschel V.“, mit der Variante „Harrassowitz V.“ und Nr. 271 mit der Herkunftsangabe „Hordorff IV.“. In den darauf folgenden Jahren wurde das Gedicht in zahlreichen Drucken und Varianten verbreitet. Die heute wohl verbreitetste Fassung wurde von James Krüss beeinflusst, der 1965 das Liederbuch Hirtenflöte herausbrachte.

## Moderne Adaptionen
- Der Rapper Alligatoah verarbeitete das Gedicht in seinem Song Dunkel war’s auf seinem Mixtape Schlaftabletten, Rotwein Teil I.
- Die Bremer Musikgruppe Die Grenzgänger verarbeitete das Gedicht mit erweitertem Refrain zu einem Lied auf dem Album Dunkel war’s der Mond schien helle mit Liedern der Kinder aus dem 19. Jahrhundert.
- Die Band Culcha Candela nutzte einen Teil des Gedichts für den Refrain zu ihrem Song Traumhaft.
- Die Band Der Plan v.4.0 publizierte 2004 eine Liedversion des Gedichts als Dunkel wars.[3]